# SC Münster 08
SC Münster 08 is een Duitse sportclub uit Münster, Noordrijn-Westfalen. De club is actief in voetbal, volleybal, badminton, handbal, gymnastiek en atletiek.

## Geschiedenis
In 1908 werd SC Westfalen opgericht en twee jaar later SC Hohenstaufen. Na een fusie van beide clubs in 1919 ontstond SC Münster 08.